# Grajahua
Grajahua is een vliegengeslacht uit de familie van de roofvliegen (Asilidae).

## Soorten
- G. lopesi Artigas & Papavero, 1991